# Knut Anerud
Knut Valdemar Anerud, född 17 september 1901 i Umeå, död 2 mars 1980 i Karhult, var en svensk agronom och konstnär.

## Biografi
Efter studentexamen i Umeå 1921 studerade Knut Anerud tyska och holländska vid Uppsala universitet. Bytte sedan yrkesval och kom efter jordbrukspraktik i Västergötland och Östergötland in på Alnarps lantbruksinstitut 1924 där han avlade agronomexamen 1926.Studerade vid Lunds universitet och tog en fil.kand. 1928. Företog efter examen studieresor i England och Danmark. Han erhöll Sverige-Amerikastiftelsens universitetsstipendium och studerade 1930 under 8 månader vid University of Minnesota i St Paul. Efter olika befattningar i Västerbotten blev Knut Anerud 1933 ämneslärare i botanik, zoologi, kemi och geologi vid den nyinrättade lantmästarkursen på Alnarps lantbruksinstitut. Lektors titel 1962. 
Vid sidan om sin lärargärning var han konsult i växtskyddsfrågor åt flera skånska jordbruksföretag samt åt AB EWOS i Södertälje. Han köpte 6 juli 1943 Lyckås Handelsträdgård i Karstorp i Lomma och drev denna till 1956.
Knut Anerud var hedersledamot i Östsvenska Lantmästarklubben i Sveriges Lantmästarförbund 1966 och i Kristianstads läns Hushållningssällskap. Han är begravd på Loshults kyrkogård.

### Konstnärlig verksamhet
Under studietiden läste han brevkurser i teckning och målning på Hermods. Studier 1940–1941 på Anders Olsson Konststudio i Malmö. Målade främst både i olja med blomstermotiv samt akvareller i det fria med landskapsmotiv. Speciell teknik var att måla ute vintertid och låta färgen frysa till kristaller på papperet.

## Utställningar
Elevutställning i Anders Olssons konststudio i Malmö 1941, Weibullsholms konstförening i Landskrona 1953,Alnarps elevkårs konstförening 1953, Galleri Concordia i Malmö 1953, Harry Lunds konsthandel i Stockholm 1971, Skepparholmen i Nacka 1973, Sparbanken i Osby 1976, Hammenhögs konstförening 1977 och Lilla Galleriet i Umeå 1978.

## Exempel på konstverk

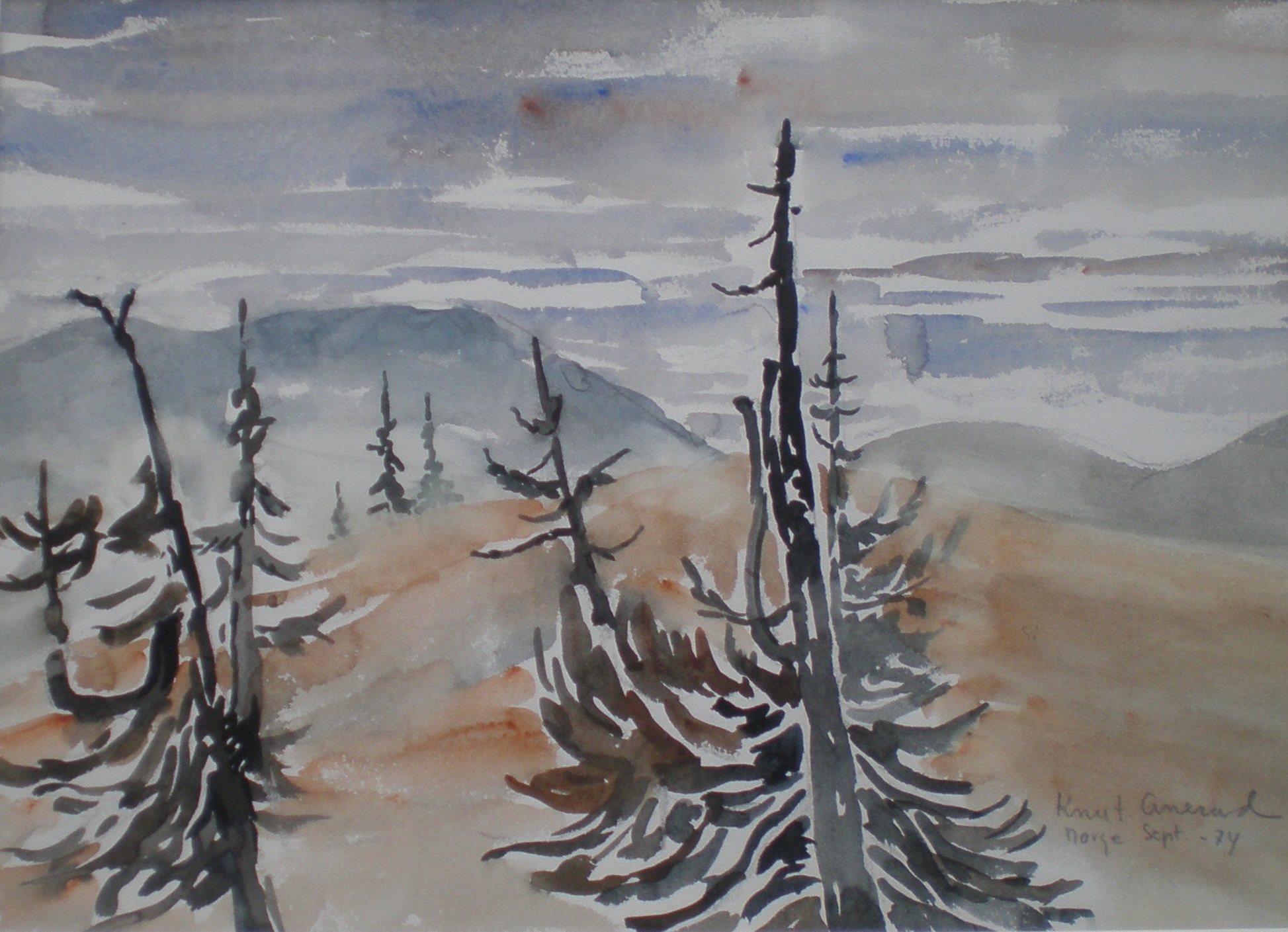
Knut Anerud Norge 1974
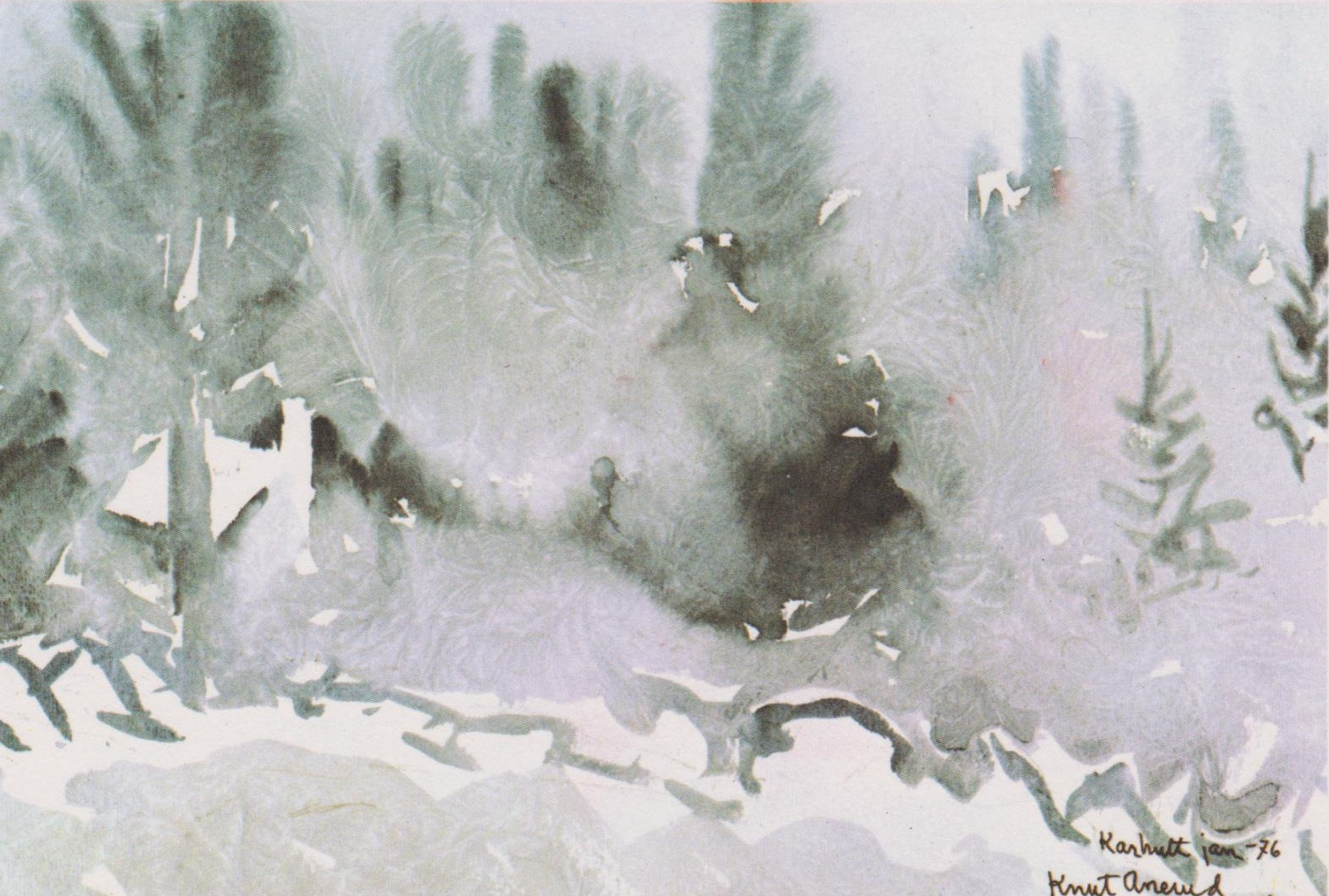
Akvarell av Knut Anerud
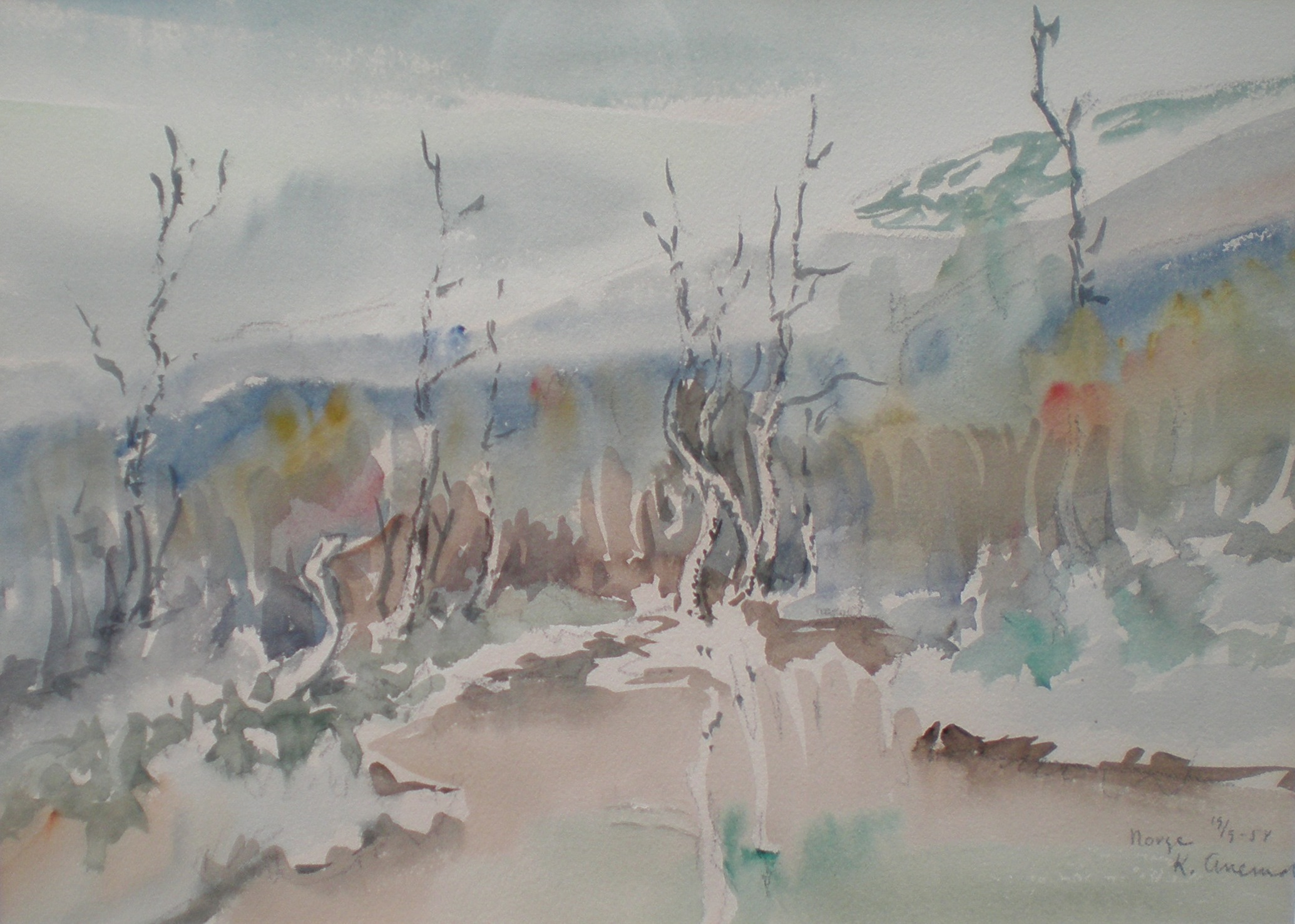
Knut Anerud Norge 1959
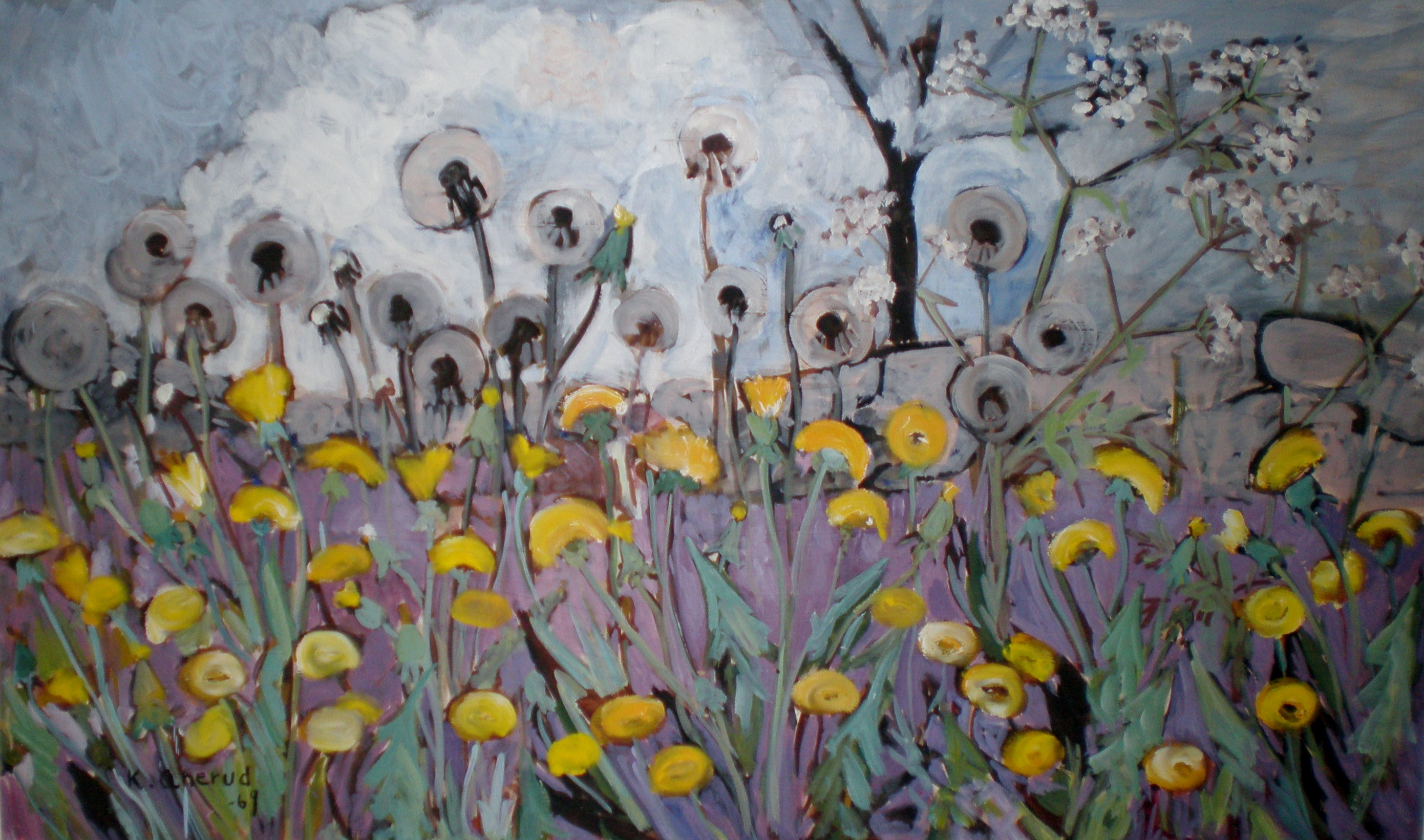
Knut Anerud 1969 Maskrosor
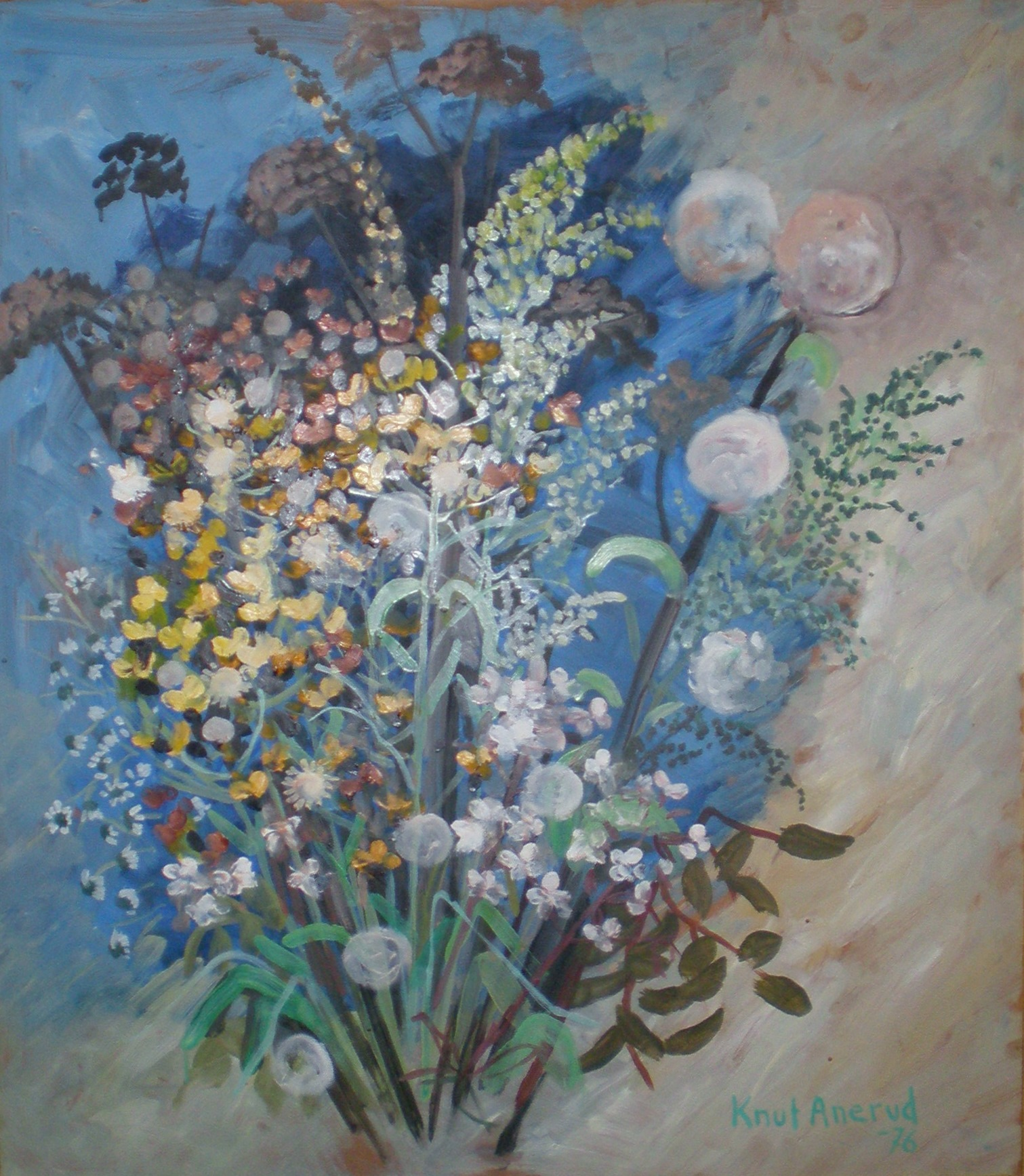
Knut Anerud 1976 Blommor